# Norrlandsknack

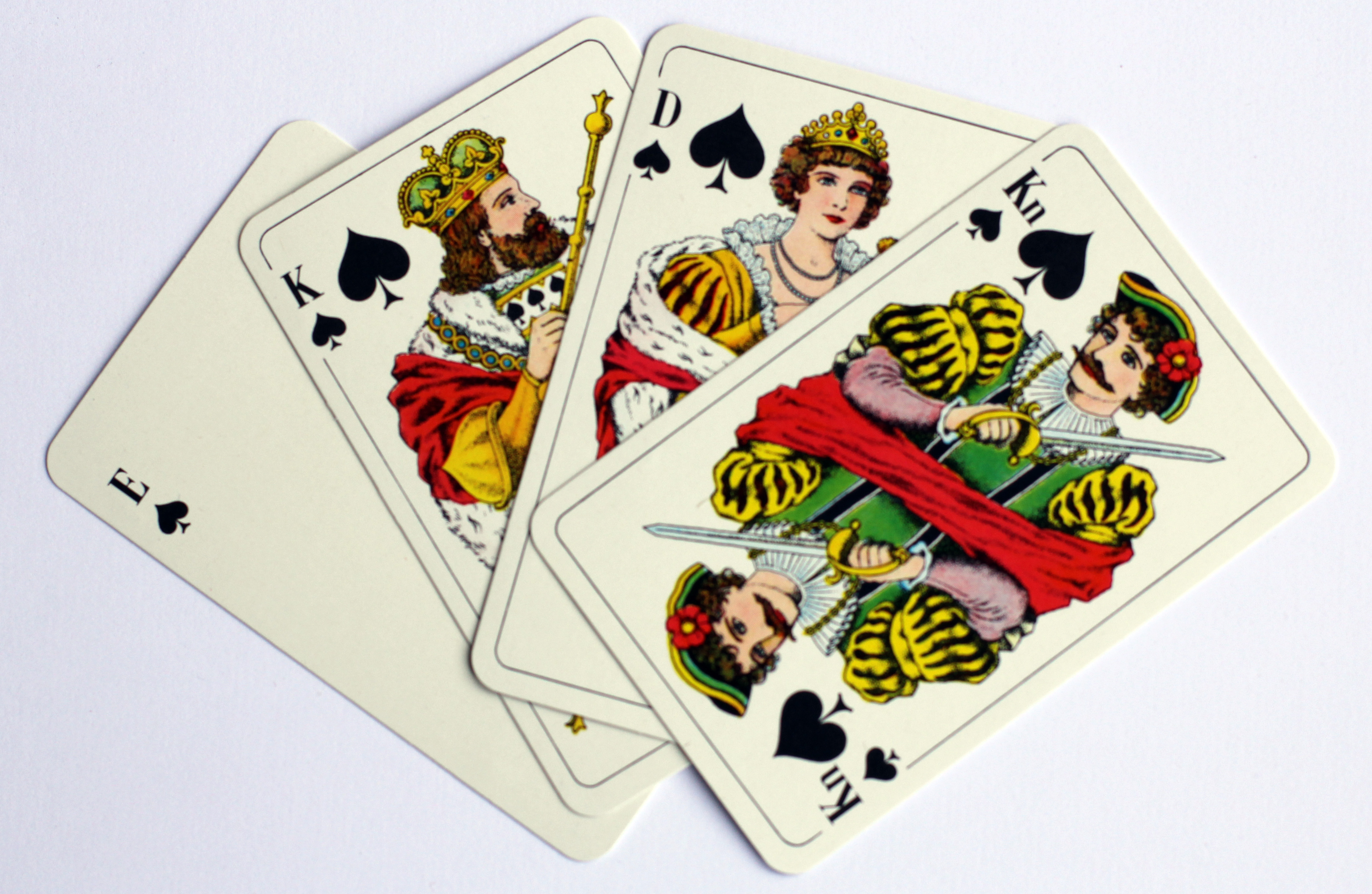
Die hohen Pikkarten des modernen schwedischen Bilds

Norrlandsknack ist ein klassisches schwedisches Kartenspiel für 3 bis 5 Spieler, das seit der Mitte des 19. Jahrhunderts bekannt ist. Es wird traditionell um Geld gespielt. Ziel des Spiels ist es, möglichst viele Stiche zu gewinnen, aber vor allem mindestens einen Stich zu machen.

## Hintergrund
Norrlandsknack ist das schwedische Mitglied der Rams-Gruppe, Spiele mit 5 Karten mit dem Merkmal, dass Spieler aussetzen können, wenn sie ein schlechtes Blatt haben. Norrlandsknack wird im Norden von Schweden (Norrland) und in Lappland gespielt. In Finnland ist ein ähnliches Spiel als Ramina bekannt.
Norrlandsknack wird auch einfach Knack genannt, was jedoch auch für ein ähnliches Kartenspiel verwendet wird.

## Spielregeln
Die folgenden Spielregeln basieren auf spelregler.org, ergänzt durch Parlett.

### Karten
Ein 52-Blatt-Kartenspiel wird verwendet, typischerweise nach dem modernen schwedischen Bild, mit Kartenwerten von Ass (hoch) bis Zwei (niedrig).

### Geben
Jeder Spieler erhält fünf Karten ausgeteilt, und die nächste Karte wird aufgedeckt, um die Trümpfe zu bestimmen. Sie gehört dem Kartengeber, der sie aufnimmt. Der Rest des Stapels bildet einen Talon.
Beim ersten Geben gibt es eine Bietrunde, beginnend mit dem Spieler links vom Geber. In dieser Runde können die Spieler der Reihe nach entweder klopfen und damit versprechen, mindestens einen Stich zu machen, oder lauern, indem sie sagen „ich lauere“ und auch mitspielen in der Hoffnung, einen Stich zu gewinnen, allerdings ohne Strafe. Sobald ein Spieler klopft, endet die Bietrunde und die Spieler können ihre Handkarten mit denen des Talons tauschen. Mit der Vorhand beginnend, legen die Spieler alle unerwünschten Karten verdeckt beiseite und füllen ihre Karten aus dem Talon auf. Der Geber, der die aufgedeckte Trumpfkarte gezogen hat, legt zuerst ab und nimmt dann eine Karte weniger auf. Wenn alle „lauern“, müssen die Karten von demselben Spieler wieder gegeben werden.
In nachfolgenden Runden dürfen die Spieler entweden klopfen oder passen, d. h. aus dem aktuellen Spiel aussteigen, dürfen aber nicht lauern. Nachdem alle erklärt haben, ob sie passen oder mitspielen, können die aktiven Spieler wie zuvor mit dem Talon tauschen.

### Spiel
Die Vorhand (links vom Geber) spielt zum ersten Stich aus. Die Spieler müssen, wenn möglich, Farbe bedienen; andernfalls dürfen sie trumpfen oder ablegen. Der höchste Trumpf gewinnt den Stich oder, falls keiner gespielt wird, die höchste Karte der ausgespielten Farbe. Der Stichgewinner spielt zum nächsten Stich aus.

### Wertung
Die Spieler beginnen mit je 10 Punkten. Für jeden erzielten Stich wird 1 Punkt abgezogen. Wer gespielt und keinen der 5 Stiche gemacht hat, wird (mit Ausnahme der „Lauerer“ der ersten Runde) mit einem Limpa („Brotlaib“) bestraft, was bedeutet, dass der Spieler 5 zusätzliche Strafpunkte erhält. Gewinner des Spiels ist derjenige, der zuerst 0 Punkte erreicht.
Einige Regeln sehen vor, dass ein Spieler, der keinen Stich macht, nur dann 5 Strafpunkte erhält, wenn er aktuell 5 oder weniger Punkte hat. Andernfalls wird der Punktestand auf 10 Punkte zurückgesetzt. Sobald ein Spieler 1 Punkt erreicht, ändern sich die Spielregeln dahingehend, dass nach Möglichkeit Trumpf gespielt werden muss.
Wenn um Geld gespielt wird, setzen die Teilnehmer zu Beginn des Spiels einen Einsatz in den Pot. Zusätzlich wird für jedes Limpa ein Einsatz gezahlt. Der Gewinner des Spiels erhält den Pot.